# Grzybówka mleczajowa

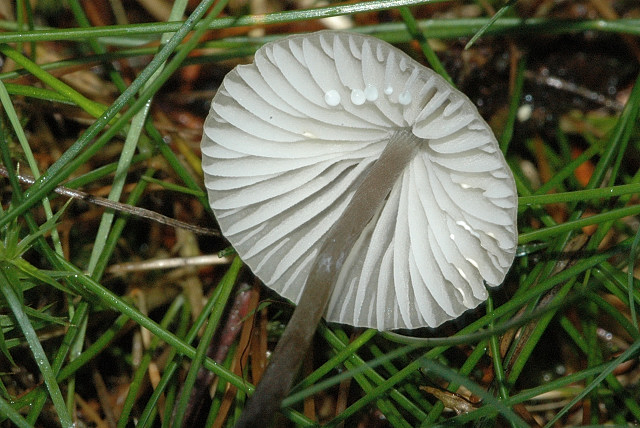
Z blaszek często wydziela się biały sok

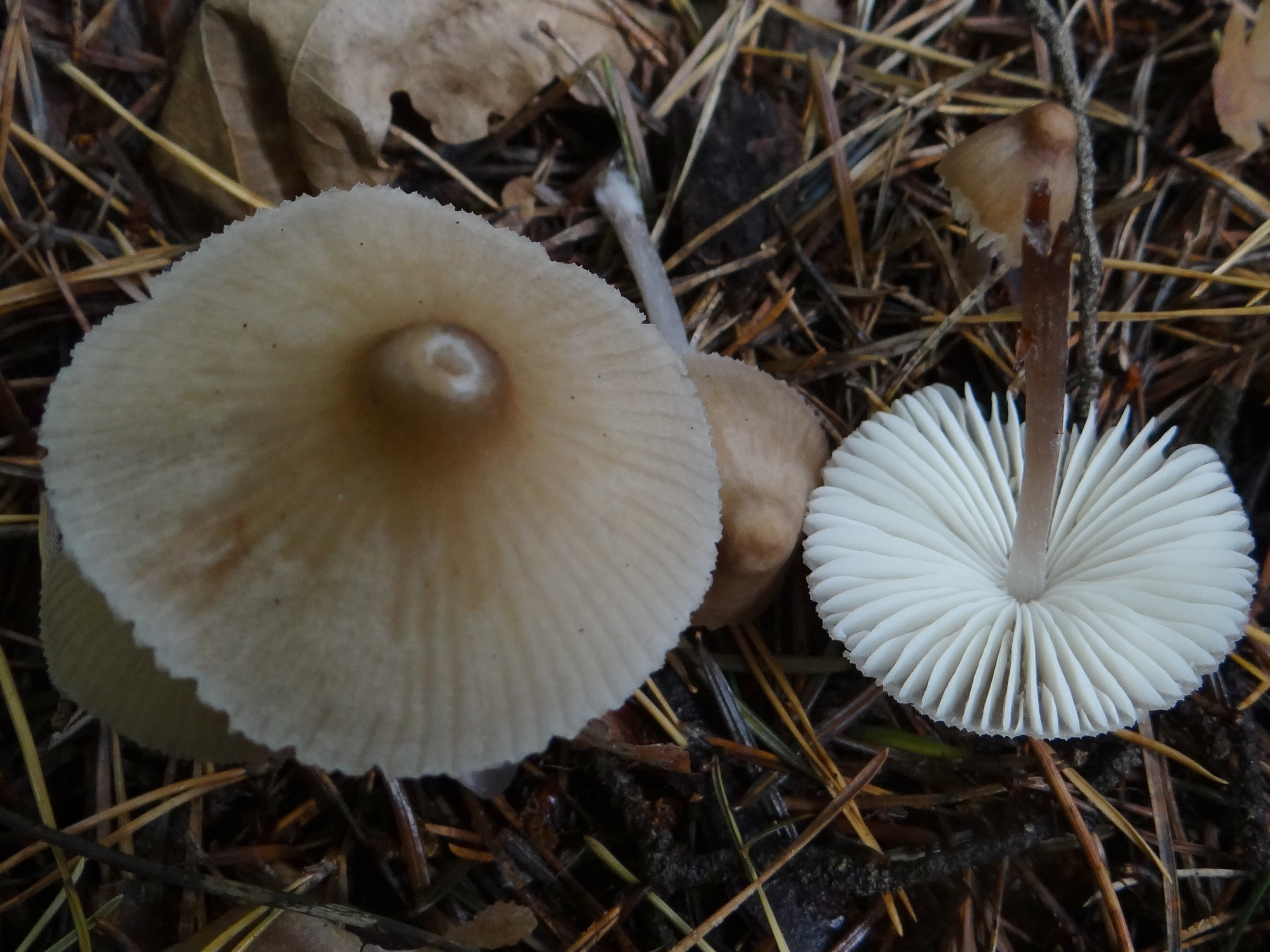

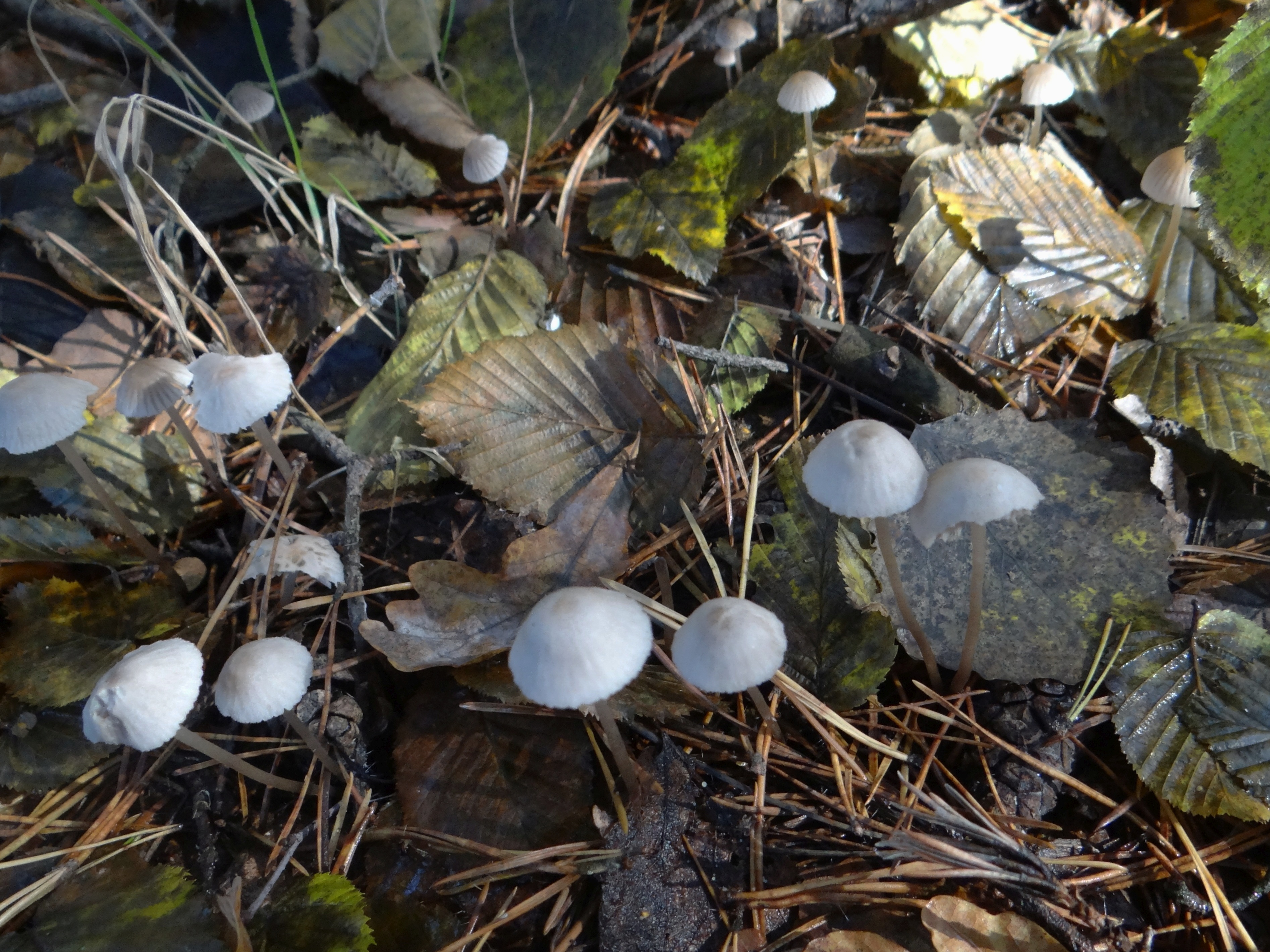
Często występuje gromadnie

Grzybówka mleczajowa (Mycena galopus (Pers.) P. Kumm.) – gatunek grzybów z rodziny grzybówkowatych (Mycenaceae).

## Systematyka i nazewnictwo
Pozycja w klasyfikacji według Index Fungorum: Mycena, Mycenaceae, Agaricales, Agaricomycetidae, Agaricomycetes, Agaricomycotina, Basidiomycota, Fungi.
Po raz pierwszy takson ten zdiagnozował w 1800 r. Persoon nadając mu nazwę Agaricus galopus. Obecną, uznaną przez Index Fungorum nazwę nadał mu w 1871 r. P. Kumm., przenosząc go do rodzaju Mycena. Synonimy naukowe:

- Agaricus galopus Pers. 1800
- Agaricus galopus Pers. 1800 var. galopus
- Agaricus galopus var. pilosus Pers. 1828
- Agaricus leucogalus Cooke 1883
- Mycena fusconigra P.D. Orton 1988
- Mycena galopus f. ampelodesmae Kühner & Maire 1938
- Mycena galopus (Pers.) P. Kumm. 1871 f. galopus
- Mycena galopus f. gracilis J. Favre 1938
- Mycena galopus var. alba Rea 1922
- Mycena galopus var. candida J.E. Lange,
- Mycena galopus var. galopus (Pers.) P. Kumm.
- Mycena galopus var. leucogala (Cooke) J.E. Lange 1936
- Mycena galopus var. nigra Rea 1922
- Mycena leucogala (Cooke) Sacc. 1887

Nazwę polską podał Stanisław Chełchowski w 1898 r. W polskim piśmiennictwie mykologicznym gatunek ten ma też nazwę bedłka mleczajowa.

## Morfologia
Kapelusz
Średnicy 1–2 cm, kształt dzwonkowaty lub stożkowaty, później staje się wypukły. Na szczycie kapelusza garb, brzegi równy, kapelusz prążkowany do 2/3 promienia kapelusza. Powierzchnia gładka, sucha, kolor szary z oliwkowym odcieniem, na szczycie ciemniejszy.
Blaszki
Białe, wąskie, dość gęste, przy trzonie zaokrąglone.
Trzon
Wysokość 4–8 cm, grubość do 2,5 mm, walcowaty, w środku pusty, przy podstawie zazwyczaj wygięty i lekko rozszerzony. Podstawa trzonu zazwyczaj pokryta jest pilśniowatą grzybnią. Kolor taki sam jak kapelusza, powierzchnia gładka lub lekko prążkowana.
Miąższ
Bardzo cienki, szary, o łagodnym smaku i bez zapachu. W razie uszkodzenia kapelusza grzyb wydziela biały sok mleczny. Widoczne to jest jednak tylko na młodych owocnikach, starsze lub wysuszone tracą sok.
Cechy mikroskopowe
Wysyp zarodników biały. Zarodniki elipsoidalne, czasami lekko gruszkowate, bardzo słabo amyloidalne. Mają rozmiar  9-13 × 5-6.5  μm i gładką powierzchnię. Podstawki 4-zarodnikowe. Bardzo licznie występują podobne do siebie pleurocystydy i cheilocystydy. Są bezbarwne, gładkie, wrzecionowate, wydłużone, łagodnie ścienione ku zaostrzonemu wierzchołkowi, czasami w pobliżu wierzchołka rozwidlone lub rozgałęzione. Mają rozmiar 70-90 × 9-15  μm. Trama blaszek jest jednorodna. Skórka kapelusza cienka, ale dobrze wyodrębniona. W miąższu pod nią dobrze rozwinięta warstwa podskórkowa. Pozostała część miąższu kapelusza zbudowana z nitkowatych strzępek.

## Występowanie i siedlisko
Najwięcej stanowisk grzybówka mleczajowej opisano w Europie. Jest tutaj szeroko rozprzestrzeniona. Ponadto podano jej stanowiska na zachodnim wybrzeżu Ameryki Północnej oraz w Australii. W Polsce gatunek bardzo pospolity.
Występuje we wszelkiego typu lasach, zaroślach i parkach oraz na torfowiskach. Rośnie na opadłych liściach i igliwiu, wśród mchów, rzadziej na opadłych gałązkach, korze i szyszkach. Owocniki wytwarza od kwietnia do listopada.

## Znaczenie
Saprotrof, grzyb niejadalny.

## Gatunki podobne
- grzybówka alkaliczna (Mycena alcalina), ale jej miąższ nie wydziela mleczka, ma natomiast alkaliczny zapach[6].
- grzybówka chlorowonna (Mycena leptocephala). Wydziela zapach chloru.
- grzybówka wczesna (Mycena abramsii). Rośnie na butwiejącym drewnie.